# Manuel dos Santos (nadador)
Manuel dos Santos Junior (Guararapes, 22 de febrero de 1939) fue un nadador brasileño plusmarquista mundial y medallista olímpico de 100 m estilo libre.

## Biografía
En los Juegos Panamericanos de 1955, en la Ciudad de México, terminó cuarto en el relevo 4 × 100 metros medley.
En los Juegos Panamericanos de 1959, en Chicago, terminó cuarto en los 100 metros libre. También nadó el relevo 4 × 100 metros medley.

### Juegos Olímpicos de Roma 1960
En agosto de 1960, el equipo de natación de Brasil fue a Europa, para prepararse para los Juegos Olímpicos de Roma 1960. En primer lugar, una parada de sentido en Portugal, a los Juegos luso-brasileños. En Lisboa, una piscina con agua a la temperatura de 13 grados, los nadadores brasileños compitió contra un equipo mucho más débil que la de ellos, la selección de Portugal. El resultado fue una amigdalitis en la estrella más grande de Brasil, el único nadador brasileño hasta entonces para ir a los Juegos Olímpicos con posibilidades reales de escapar anonimato. Manoel seguido de Lisboa, bajo efecto antibiótico, aterrizó y se fue a la villa olímpica en remojo durante un día más, lejos de la piscina. Entonces sería tres días más para recuperarse antes de la fase de clasificación del estilo libre de 100 metros, la carrera de apertura tradicional del programa olímpico en ese momento.
En Roma, el estadio acuático era impresionante, pero las tablas utilizadas para el masaje todavía estaban las mesas de tenis de mesa tradicionales. El viernes 29 de agosto de 1960, a las 8:30 de la mañana, comenzó la natación con la clasificación de los 100 m libres. Manoel dos Santos, en el carril 4, ganó la tercera serie, con un tiempo de 56,3. Fue el tercero empatado mejor tiempo global. Veinticuatro nadadores pasaron a las semifinales. Para calificar tenido que ver 58.2. Por la noche, en las semifinales, Manoel volvió a ganar, empatado en el mismo tercer grado en el mismo carril 4, con el mismo tiempo de 56.3. En general, ahora, él ocupó el cuarto sorteo. Los tres primeros puestos fueron para norteamericanos Lance Larson y Bruce Hunter, y el australiano John Devitt, con los tiempos de 55,5, 55,7 y 55,8, respectivamente. Para calificar para la final fue necesaria 56.5, el tiempo del canadiense Richard Pound, que, muchos años después, iba a ser famoso como el sheriff de la AMA, la agencia mundial antidopaje.
Al día siguiente, sábado, a las 9:10 de la tarde, ya era hora para el final. Manoel dos Santos fue echado en la vuelta 6. Él sabía que solo tendría una oportunidad si nadó un segundo más rápido que el día anterior. Se le dio el pistoletazo de salida, la salida de la meseta de esos días, y fueron casi 40 metros sin respirar. Prueba de su vida. Cuando el sentido común gritó y se dio la vuelta a la derecha para el primer tirón de aire, Manoel no vio a nadie. Hunter en el carril 5, Larson en 4, y Devitt en 3, estaban fuera del ayuno primer radar mirada. Desde luego que no estaban en el frente. Ellos podrían estar detrás, y era no pequeña diferencia. Era desconcertante. Unos cuantos golpes más hasta Manoel localizar la posición de los oponentes. Mientras tanto, han pasado muchas cosas en la cabeza, incluyendo la capacidad de haber escapado, el tamaño del susto que se llevó. En los segundos cruciales de preparación para la vuelta, a su vez esta más complicada en 1960, debido a la necesidad de tocar la mano antes voltereta e inexistentes gafas, Manuel fue un tanto perdido y solo se encuentra cuando es golpeado de forma inesperada, el antebrazo en el borde de la piscina . ¿Quién estaba allí vio Manoel golpeó justo en frente en el 50-metros, a su vez de manera torpe, y regresó detrás de los otros competidores. Todo lo que le quedaba acelerar todo lo que tenía, una vez más. En la línea de 80 metros, Manoel había recuperado el liderato. Y ahí llegó el momento de pagar el precio de impredecible. Aunque sostuvo que murieron en los 20 metros restantes, la diferencia final fue de dos décimas de segundo. El oro involucrada una de las decisiones más conflictivas de la historia de la natación olímpica. Pero Manuel no estaba en controversia, ya que su bronce había sido claro a la hora de 55.4, nuevo récord sudamericano.

### Récord Mundial
El 21 de septiembre de 1961, en Río de Janeiro, a solas en la piscina del Club de Regatas de Guanabara, dos Santos estableció un nuevo récord mundial para los 100 metros estilo libre con un tiempo de 53,6 segundos. Su récord duró casi tres años, hasta 13 de septiembre de 1964.